# Stictostix mormoni
Stictostix mormoni är en skalbaggsart som beskrevs av Lewis 1897. Stictostix mormoni ingår i släktet Stictostix och familjen stumpbaggar. Inga underarter finns listade i Catalogue of Life.